# فرضالی
فرضالی، روستایی از توابع شهر ویسیان شهرستان چگنی در استان لرستان ایران است.

## جمعیت
این روستا از توابع شهر ویسیان شهرستان چگنی قرار دارد و براساس سرشماری مرکز آمار ایران در سال ۱۳۸۵، جمعیت آن ۹۸ نفر (۲۴خانوار) بوده است؛ و دارای مناظر دیدنی طبیعی مانند رود کشکان. پری کشه و … می‌باشد که شغل اصلی اهالی روستا کشاورزی و دامداری می‌باشد که این روستا بروی تپه ای قرار گرفته که در سمت جنوب به رودخانه کشکان منتهی گردیده است.